# Согожа
Со́гожа — река в Вологодской и Ярославской областях России, впадает в Рыбинское водохранилище на Волге. До создания Рыбинского водохранилища была притоком Шексны.
Длина реки — 129 км, из которых 20 км в Вологодской области. Площадь водосборного бассейна — 2900 км².
Крупнейшие притоки — Сегжа, Ухтома, Сога (левые); Репа (правый).
На реке расположен город Пошехонье.

## Гидрография
Согожа берёт начало возле деревни Кожевниково Шекснинского района Вологодской области. В этом месте проходит водораздел бассейнов Волги и Белого моря, так как в километре от истока Согожи находится исток Тошни, принадлежащей бассейну Белого моря.
В верхнем течении Согожа течёт на юго-восток в малонаселённой, лесистой местности. Принимая большое число мелких притоков, она быстро увеличивает ширину, за устьем первого крупного притока Сегжи она составляет около 30 метров. Течение довольно медленное.
В нижнем течении за устьем крупнейшего притока Ухтомы начинает сказываться подпор Рыбинского водохранилища, течение исчезает, ширина увеличивается сначала до 50 метров а возле устья до 200 метров. На протяжении последних 30 км Согожа судоходна.
В низовьях реки, в месте впадения в Согожу реки Сога расположен город Пошехонье. Окрестности Пошехонья плотно заселены, выше по течению реки есть участки с лесными берегами, пользующиеся популярностью у туристов и отдыхающих.

## Исторические сведения
От земельных владений по реке Согоже получили свою фамилию князья Сугорские (Согожские), ветвь удельных Белозерских князей.

## Список рек бассейна Согожи
Систематический перечень рек бассейна. Формирование перечня проходило по принципу: река — приток реки — приток притока и так далее. Порядок притоков отсчитывается от истока к устью. Включены все притоки, именованные на топокартах масштаба 1:10000. В список включены реки, впадающие в Согожский залив Рыбинского водохранилища, так как исторически они являются притоками Согожи, а граница залива и русла реки в некоторой степени условна.
→ Левый приток

← Правый приток
- ← Талица
- → Трубиха
- → Горечкой
- → Липовец (Ивашковский)
- → ручей Пажица
- ← Кемница
- ← Мергис
- → Пажица
- → Римбовка
- ← Кисома Глухая
- ← Кисома Вольная
- → Сегжа
  - ← Синица (с Кабанкой образует Сегжу)
    - ← Чернава

  - → Кабанка (с Синицей образует Сегжу)
  - ← Елонка
    - → Каменка

  - → Норобовка
  - → Камешник
  - → Язвич
  - ← Нотелга
    - → Чёрный (с рекой Котёл образуют Нотелгу)
    - ← Котёл (с рекой Чёрный образуют Нотелгу; в верховьях Нотевга)
    - → Янгосорка
      - ← Чесная

  - → Воронок
- → Рая
  - → Яндоба
- → Носа
  - ← Ястребка
  - ← Чёрная Речка
- ← Репа
  - → Копанец
  - → Глухая Репа
    - → Лапка

  - ← Тулша
    - → Великий
    - → Кубря

  - → Сохоть
    - ← Ерша

  - ← Кода
    - → Кичима
    - ← Черновка

  - → Стешка
- → Божа
- ← Рако
- ← Крапивна
- → Ухтома
  - → Рыбинка (с Полыгалкой образуют Ухтому)
    - Духоня

  - ← Полыгалка (с Рыбиной образуют Ухтому)
  - → Паушма
  - → Тютешь
  - ← Березовка
  - → Тетерька
  - → Кема
    - → Кебрик
    - ← Глухой
    - ← Коровинский

  - ← Людинка
  - → Шелекша (в верховьях Козловка)
    - ← Коряга
      - → Черёмушка

  - ← Копша
    - ← Бедерка

  - → Скоросовка
    - → Масловка

  - ← Семёновка
  - ← Полка
  - ← Спица
  - ← Меда
    - ← Ланка
- ← Киргач
- ← Чегра
- ← Лоста
- ← Кунова
- → Бабка
- → Патра
  - → Березовка
  - ← Шалга
- ← Заума
- → Самка
- ← Можа
- ← Шельша
- → Сога
  - → Цыня (в верховьях Цынька)
    - → Страховской

  - → Солмас
  - → Иней
    - → Мережка

  - ← Корениха
    - → Кобылий

  - → Томша
  - → Исаковка

- ← Печевка
  - → Каменный
  - → Паранилов
  - ← Медведка
- → Ветхи
- ← Корсица